# Lambrecht (Pfalz)
Lambrecht (Pfalz) – miasto w Niemczech, w kraju związkowym Nadrenia-Palatynat, w powiecie Bad Dürkheim, siedziba gminy związkowej Lambrecht (Pfalz).